# Campo Ma'an Nationalpark
Campo Ma'an Nationalpark er en 2.680 kvadratkilometer stor nationalpark i Cameroun, beliggende i den sydlige region i Ocean- divisionen. Den grænser til Ækvatorialguinea mod syd, Atlanterhavet mod vest,  Vallée-du-Ntem og Mvila mod øst..Samlet areal af parken og bufferzonen måler cirka 700.000 hektar. Området har to tørsæsoner, november til marts og juli til august, og to regnsæsoner, april til juni og august til oktober. Gennemsnitstemperaturen er 25 °C. 

## Historie
Det oprindelige Campo vildtreservat (på 1.582 km2) blev etableret i 1932 som en aftale mellem Camerouns regering og Campo Forest Company. Den tilstødende Ma'an-skovplantage (990 km2) blev oprettet i 1980 for at bevare Aucoumea klaineana (okoumétræ), en træart med høj økonomisk skovningsværdi.
Den 6. august 1999 blev skoven opgraderet til en teknisk driftsenhed (TOU) på 7.710 km2. Campo Ma'an TOU har en jordtildelingsplan, der omfatter beskyttet område og beskyttet skov, skovforvaltningsenheder, en maritim ejendom og et agroskovbrugsområde.
I 2000 blev det beskyttede område og den beskyttede skov oprettet som den nuværende Campo Ma'an Nationalpark, som en kompensation for de miljøskader, der forventes fra Tchad-Cameroun olierørledningen. Området blev anerkendt under Global Environmental Facility, World Bank Biodiversity Conservation and Management Project. I øjeblikket er nationalparken omgivet af fem skovforvaltningsenheder, industrielle gummiplantager (HEVECAM), industrielle oliepalmeplantager (Socapalm, Camvert) og en bufferzone.

## Biodiversitet
Campo Ma'an Nationalpark er et hotspot for biodiversitet, med en bred vifte af plante- og dyrearter, herunder flere taksonomiske endemiske områder. Pattedyrarter omfatter skovelefanter, dykkerantiloper, flodheste, busksvin, kæmpeskældyr, sort colobus, mandriller og leoparder.
En lille bestand af afrikanske skovbøfler bor i det sydlige område af parken. Campo Ma'an National Park huser bestande af kritisk truede vestlige lavlandsgorillaer og truede centrale chimpanse. Området betragtes af International Union for Conservation of Nature (IUCN) som et prioriteret landskab for bevaring af vestlige lavlandsgorillaer og centrale chimpanser. og parken er en del af et igangværende gorilla-projekt. Der er fundet 122 Reptilarter, og 165 fiskearter. En undersøgelse af tusindben, udført i 2015, rapporterer 27 arter i Campo Ma'an nationalpark, den mest udbredte er Aporodesmus gabonicus. Det er også et af de 33 fugleområder i det sydvestlige hjørne af Cameroun, og har mere end 300 fuglearter. Skovtypen er hovedsageligt lukket stedsegrønt baldakin, og beskrives som Atlantiske arter.

## Indvirkning på oprindelige folk
Regionen i Cameroun, hvor Campo Ma'an-reservatet ligger, er traditionelt territorium for to indfødte grupper, Bagyeli (pygmæerne) og Bantu, som har opholdt sig på dette sted i over 4000 år. Bagyelierne er traditionelt jægere og samlere, der er afhængige af, at skoven leverer ressourcer, herunder lægeplanter. Denne gruppe repræsenterer mindretallet af de oprindelige folk i området med en anslået befolkning på under 10.000. Bantuerne bor ved kystområderne og er primært fiskere. Bantuerne har en større befolkning, som er opdelt i mindre grupper; Batanga, Mabea, Yassa, Ntumu, Mavae og Bulu.  De tre sidstnævnte grupper bor længere inde i landet og er afhængige af subsistenslandbrug. En tredje etnisk gruppe der kommer fra det østlige Cameroun, Bebilis, bor også i området og bor ligesom Bagyeli i jagtlejre. Omkring 2021 var der over 100 landsbyer i nærheden af Campo Ma'an nationalpark.
Underskrivelsen af Campo Ma'an GEF/Biodiversitetsprojektet i december 1999 introducerede ny finansiering til parken, hvilket muliggjorde håndhævelse af regler, der forhindrer brugen af naturressourcer fra det beskyttede område. Før dette var der ingen parkbetjente eller håndhævelse, der begrænsede adgangen til parkens område. Den integrerede beskyttelseszone, der har et areal på 2.901 kvadratkilometer, er underlagt adgangsforbud for lokalbefolkningen, og udvinding af naturressourcer er forbudt i hele 4.196 kvadratkilometer af regionen. Der har været konflikter mellem lokale beboere på grund af begrænset jagtadgang, med en hændelse i maj 2000, der resulterede i afbrænding af en omstridt jagtlejr af øko-vagter. I april 2001 blev en Bagyeli-pirog, der blev brugt til at sejle ind i den lukkede del af det beskyttede område, også ødelagt af øko-vagter. Der har været rapporter om ulovlig jagt og krybskytteri inden for reservatområdet, selvom det mellem 2011 og 2014 blev citeret, at jagttrykket faldt med 50 procent. WWF rapporterer på deres websted, at der er underskrevet en formel samforvaltningsaftale med Bagyeli, og i øjeblikket er 15 Bagyelier ansat som guider og sporere i store abebevaringsinitiativer.